# 田中亮 (演出家)
田中 亮（たなか あきら、1979年4月3日 - ）は、日本のテレビドラマ演出家、映画監督。

## 作品

### テレビドラマ
特記のないドラマはフジテレビ作品。
- 医龍3-Team Medical Dragon- （2010年）
- Oh!デビー（2011年）
- BOSS（2ndシーズン）（2011年）
- 結婚しない（2012年）
- リッチマン、プアウーマン（2012年）
- カエルの王女さま（2012年）
- ラスト♡シンデレラ（2013年）チーフディレクター
- ディア・シスター（2014年）チーフディレクター
- 医龍4-Team Medical Dragon-（2014年）
- オトナ女子（2015年）チーフディレクター
- 医師たちの恋愛事情（2015年）チーフディレクター
- 好きな人がいること（2016年）
- 好きな人がいること〜サマサマキュンキュン大作戦〜（2016年）
- Chef〜三ツ星の給食〜（2016年）
- コード・ブルー -ドクターヘリ緊急救命-THE THIRD SEASON（2017年）
- コンフィデンスマンJP（2018年）チーフディレクター
- コンフィデンスマンJP　運勢編（2019年）チーフディレクター
- アンサング・シンデレラ 病院薬剤師の処方箋（2020年）チーフディレクター
- イチケイのカラス（2021年）チーフディレクター
- やんごとなき一族（2022年）チーフディレクター
- 真夏のシンデレラ（2023年）
- 婚活1000本ノック（2024年）
- ブルーモーメント（2024年）

### 映画
- コンフィデンスマンJP -ロマンス編-（2019年）
- コンフィデンスマンJP -プリンセス編-（2020年）
- コンフィデンスマンJP -英雄編-（2022年）
- 映画 イチケイのカラス（2023年）[3]
- ブラック・ショーマン（2025年公開予定）